# Янувка (гмина Бяла-Подляская)
Янувка (пол. Janówka) — деревня в Бяльском повете Люблинского воеводства Польши. Входит в состав гмины Бяла-Подляская. По данным переписи 2011 года, в деревне проживало 98 человек.
В период с 1975 по 1998 годы входила в состав Бяльскоподляского воеводства.

## География
Деревня расположена на востоке Польши, к западу от реки Рудки, на расстоянии приблизительно 9 километров к юго-юго-западу (SSW) от города Бяла-Подляска, административного центра повета. Абсолютная высота — 145 метров над уровнем моря. К западу от населённого пункта проходит региональная автодорога 812.

## Население
Демографическая структура по состоянию на 31 марта 2011 года:
|         | Всего | До трудоспособного возраста | Трудоспособного возраста | Старше трудоспособного возраста |
| ------- | ----- | --------------------------- | ------------------------ | ------------------------------- |
| Мужчины | 47    | 11                          | 26                       | 10                              |
| Женщины | 51    | 13                          | 24                       | 14                              |
| Всего   | 98    | 24                          | 50                       | 24                              |